# Bigland Round
Bigland Round ist ein Cairn des Orkney-Cromarty-Typs (OC) auf der Orkneyinsel Rousay in Schottland. Der Stalled Cairn im seltenen Rundhügel liegt am Rande einer der niedrigen Terrassen auf der Südwestseite von Faraclett Head. Die Megalithanlage wurde 1938 von Walter Gordon Grant ausgegraben. 
Der Cairn von Bigland Round ist, abgesehen von einer Abflachung im Südosten, wo der Zugang liegt, nahezu rund. Die runde Form ist für Stalled Cairns, die in der Regel lang und rechteckig sind (Blackhammer, Midhowe Cairn, Unstan Cairn) ungewöhnlich. Der etwas ovale Durchmesser beträgt etwa 11,7 auf 12,6 m und wird von einer doppelten Mauer umgeben. Die äußere steht noch bis zu 75 cm hoch an. Die Innenwand liegt 0,9–1,2 m näher am Zentrum und begrenzt auch das Ende des kurzen Ganges. Der Gang ist 0,5 m breit und schließt innen und außen bündig mit dem Mauerwerk ab. Die nordwest-südost gerichtete, heute dachlose Kammer, ist nahezu 5,0 m lang und mit 3,4 m ungewöhnlich breit. Sie wird zwischen den beiden Portalsteinen und dem hinteren Ende durch zwei Plattenpaare pro Seite in jeweils drei Abteile (englisch boxen) unterteilt. 
Außerhalb des Cairns wurde eine kleine Mulde in den Untergrund gegraben, 3,4 m vom Eingang und nahe der Südwand. Sie hat einen Lehmboden und war voll schwarzer Torfasche. Zahlreiche Scherben, ein  Schaber und zwei Feuersteinabschläge, die hier gefunden wurden, sind im National Museum of Antiquities of Scotland (NMAS).
Kierfea Hill ist ein weiterer ebenfalls runder Cairn unweit der Megalithanlage Bigland Round. 